# Vic Mignogna
Victor Joseph Mignogna es un actor de voz y músico estadounidense. Conocido por su trabajo prolífico en la industria del anime y su trabajo con personajes de anime y los videojuegos, el ser más notable como Edward Elric en Fullmetal Alchemist por la que obtuvo el American Anime Awards al mejor actor en 2007. Otros papeles notables de animación incluyen Broly en las películas de Dragon Ball, Tamaki Suoh en Ouran High School Host Club, Fai D. Flowright en Tsubasa: Reservoir Chronicle, Dark en D.N.Angel, Kurz Weber en las series de Full Metal Panic!, Zero y Ichiru Kiryu en las series Vampire Knight, Christopher Aonuma en Digimon Fusion, Nagato y Obito Uchiha en Naruto Shippuden, Ikkaku Madarame en Bleach, Qrow Branwen en la serie web de estilo anime RWBY, y Matt Ishida en Digimon Adventure tri.. En los videojuegos, es la voz de E-123 Omega en la serie de Sonic el erizo y Junpei Iori en Persona 3. En el trabajo de acción en vivo, ha participado en varias producciones para fanáticos de Star Trek, incluyendo Star Trek Continues donde interpreta al Capitán James T. Kirk.

## Controversias

### Acusaciones de acoso sexual
Tras el estreno de la película Dragon Ball Super: Broly, que destaca prominentemente el trabajo vocal de Mignogna, comenzaron a surgir dichas acusaciones de acoso sexual que tienen en su contra, con algunas denuncias que datan desde 1989. Numerosos usuarios en Twitter alegaron que Mignogna los besó, los manoseó e hizo comentarios lascivos a las fanáticas sin su consentimiento, algunas de las cuales eran menores de edad. Las actrices de voces Monica Rial y Jamie Marchi también manifestaron su apoyo a quienes hablaron y alegaron que él también las había acosado sexualmente.
El 22 de enero de 2019, Tammi Denbrow, directora ejecutiva de relaciones con los empleados de Sony Pictures, abrió una investigación basada en informes realizados por Rial, dos fanáticas y un ex empleado de Funimation, que concluyó una semana después con la rescisión de su contrato. El 5 de febrero de 2019, Rooster Teeth, creadores de la serie animada RWBY, cortaron su relación comercial con Mignogna, y Funimation lo reemplazó en el papel del Ejecutivo en Fukigen na Mononokean. Varias convenciones de anime retiraron su nombre de la lista de invitados. En respuesta a la controversia, Mignogna negó categóricamente cualquier acusación de acoso sexual.
Mignogna emitió una disculpa durante su panel en Bak-Anime 2019 y nuevamente a través de Twitter el 13 de febrero de 2019. Desde su finalización de contrato, sus fanáticos, que manifestaban su apoyo y recaudaron más de $ 236,000 en GoFundMe para fondos legales. La cuenta de GoFundMe fue abierta por el abogado Nick Rekieta, quien ayudó a Mignogna a adquirir a Ty Beard como su abogado defensor. El 20 de febrero de 2019, Mignogna confirmó en Twitter que estaba llevando a cabo una acción legal. En abril de 2019, Mignogna presentó una demanda de un millón de dólares contra Funimation, Rial, Marchi y Ron Toye por difamación e interferencia en los contratos existentes y las posibles relaciones comerciales. Funimation presentó una respuesta el 12 de junio de 2019, negando las acusaciones de Mignogna.
El 26 de junio de ese mismo año, Mignogna fue depositado. El 1 de julio de 2019, Funimation presentó una moción anti-SLAPP para que Mignogna desestimara su demanda. Rial, Marchi y Toye también presentaron lo mismo el 19 de julio de 2019, con 10 declaraciones juradas, incluidas las de Kara Edwards y Michele Specht, así como varias acusaciones de que había realizado avances no deseados hacia Mari Iijima. El 30 de julio de 2019, los dos fanáticos presentaron otra declaración jurada de la investigación de Funimation.
El 6 de septiembre de 2019, un juez desestimó siete de las doce demandas, fallando a favor de los demandados. Mignogna estaba obligado a pagar todos los honorarios legales de Marchi. El 4 de octubre de 2019, el Tribunal de Distrito anunció que se habían desestimado las reclamaciones restantes. Mignogna presentó una apelación el 24 de octubre, con una audiencia fijada para el 21 de noviembre. Posteriormente, el juez dictaminó que Mignogna debía pagar los honorarios de los abogados de los acusados. El 18 de agosto de 2022, la Segunda Corte de Apelaciones de Texas afirmó la desestimación de la demanda de Mignogna y dictaminó que el juez de la Corte de Distrito se equivocó con respecto a los honorarios de abogados otorgados a Rial y Toye, revisando el monto inicial de $100,000 a $282,953.80 para dar cuenta de costes adicionales. La apelación de Mignogna fue denegada en septiembre de 2022. El 14 de noviembre de 2022, Mignogna presentó una petición de revisión en la Corte Suprema de Texas, que fue denegada posteriormente el 30 de diciembre de 2022.
El 17 de enero de 2023, la Corte Suprema de Texas catalogó el caso como una "moción para que se presente una nueva audiencia".

## Filmografía

### Series animadas
- RWBY  – Qrow[28]
- Starship Farragut: The Animated Episodes – Shealar ("The Needs of the Many"),[29] Medical Assistant #1 ("Power Source")[30]

### Series de acción real
- Holly's Story: A Journey to Freedom and Hope (2003)[31] – Jim Hudson[32]
- Fallout: Nuka Break (2011) – Merchant/Narrator
- Star Trek Continues (2012–15) – Captain Kirk
- Todd of the Rings (2012) – Vodo[33]
- Star Trek: New Voyages (2013) – Andorian Captain / Klingon Commander Malkthon
- Star Trek: Renegades (2015) - Garis[34]

### Documental
- Adventures in Voice Acting - Él mismo[35]